# Człowiek, który się nieprawdopodobnie zmniejsza
Człowiek, który się nieprawdopodobnie zmniejsza (ang. The Incredible Shrinking Man) – amerykański film z 1957 roku w reżyserii Jacka Arnolda.

## Obsada
- Grant Williams jako Robert "Scott" Carey
- Randy Stuart jako Louise Carey
- April Kent jako Clarice Bruce
- Paul Langton jako Charlie Carey
- Raymond Bailey jako doktor Silver
- William Schallert jako doktor Bramson
- Diana Darrin jako pielęgniarka
- Billy Curtis jako karzeł
- Orangey jako kot Butch

## Nagrody i nominacje
| Rok  | Nazwa nagrody | Kategoria                                          | Odbiorcy                                            | Wynik   |
| ---- | ------------- | -------------------------------------------------- | --------------------------------------------------- | ------- |
| 1958 | Nagroda Hugo  | Najlepszy film (Najlepsza prezentacja dramatyczna) | Jack Arnold (reżyser) Richard Matheson (scenariusz) | wygrana |

## Wyróżnienia
Lista filmów budujących dziedzictwo kulturalne USA została utworzona przez National Film Preservation Board i przechowywana w Bibliotece Kongresu Stanów Zjednoczonych.
| Rok wpisania | Miejsce wpisania       | Kategoria                                          |
| ------------ | ---------------------- | -------------------------------------------------- |
| 2009         | National Film Registry | Lista filmów budujących dziedzictwo kulturalne USA |